# Glaser-Verfahren
Das Glaser-Verfahren oder -Diagramm ist ein Verfahren der Bauphysik, mit dem man ermittelt, ob und wo in einer Baukonstruktion Tauwasser anfällt. Benannt ist es nach seinem Erfinder Helmuth Glaser. Die Entwicklung geschah zu einer Zeit, als computergestützte Analysen noch nicht in dem heute üblichen Umfang möglich waren, und war daher als tabellarisch-grafisches Verfahren konzipiert, das rasch und mit einfachen Rechenoperationen Ergebnisse liefert.

## Internationale Normen
- In Deutschland ist das Glaser-Verfahren in der DIN 4108-3 als Feuchtenachweis genormt (Berechnungsalgorithmus und grafisches Verfahren).
- In Österreich kommt die ÖNORM B 8110, Teil 2 (Wasserdampfdiffusion und Kondensationsschutz) zur Anwendung.
- Für die Schweiz gilt die Schweizer Norm SIA 180 Wärme- und Feuchteschutz im Hochbau (1999)

## Grundlagen
Das Glaser-Verfahren dient der näherungsweisen Ermittlung von Feuchtigkeitsanreicherung durch Diffusion in Gebäudebauteilen. Dabei wird von standardisierten Randbedingungen ausgegangen. Die Klimabedingungen werden entsprechend dem technischen Regelwerk so gewählt, dass sie eine konservative Näherung der realen Verhältnisse sind:
Während der Kondensations- oder Tauperiode im Winter (Außenklima −5 °C und 80 % rel. F. / Innenklima 20 °C und 50 % rel. F., Dauer 90 Tage) reichert sich bei den meisten Konstruktionen eine Kondensatmenge im Bauteil an. Diese Tauwassermenge muss in der Verdunstungsperiode im Sommer (Klima innen und außen 12 °C und 70 % rel. F., Dauer 90 Tage) wieder austrocknen.

### Interpretation der Ergebnisse
Ist die Tauwassermenge kleiner als 1 kg/m² (bei kapillar nicht wasseraufnahmefähigen Schichten 0,5 kg/m²; bei Holzbauteilen Sonderregelungen) und die Verdunstungsmenge im Sommer größer als die Tauwassermenge im Winter, dann kann im Wesentlichen von einer bauschadensfreien Konstruktion ausgegangen werden. Verbleibt jedoch am Ende der Verdunstungsperiode ein noch so geringer Tauwasserrest im Bauteil, kann sich dieser über viele Jahre hinweg unbemerkt zu einer Menge aufsummieren, die fast unweigerlich zu schweren Bauschäden aufgrund von Durchfeuchtung führen wird.

### Einschränkungen des Verfahrens
Die vereinfachten Annahmen berücksichtigen nicht
- Feuchtespeicherung im Material (sie wird als unbegrenzt angenommen).
- Wassertransportvorgänge (auch kapillar) in Materialien (Feuchteleitfähigkeit).
- Wasserdampf, welcher durch Luftströmung in Fugen (z. B. aufgrund von schadhaften Luftdichtungsebenen in Dach- und Wandkonstruktionen) in die Konstruktion eindringen und dort als zusätzliches Tauwasser kondensieren kann.
- Die Abhängigkeit des Rechenwertes der Wärmeleitfähigkeit λ von der momentanen Bauteilfeuchte, die sich durch den Wasserdampfdiffusionsstrom im Bauteil erhöhen kann.

Aufgrund dieser Einschränkungen des klassischen Tauwassernachweises nach dem Glaser-Verfahren werden heute vermehrt rechnergestützte Simulationen herangezogen, die auch den instationären Bedingungen Rechnung tragen. Dies empfiehlt sich insbesondere, wenn eine Konstruktion nach dem Glaser-Verfahren als kritisch im Hinblick auf Tauwasser einzuschätzen ist.
Beim Glaser-Verfahren handelt es sich um ein eindimensionales Verfahren, bei dem Randeinflüsse (analog den Wärmebrücken) nicht berücksichtigt werden. Der Bereich der Randeinflüsse entspricht etwa der diffusionsäquivalenten Länge der beteiligten Schichten. Damit ist es nicht für die Berechnung eines Schichtaufbaus geeignet, bei dem der Randbereich größer als die zu untersuchende Fläche ist, wie das z. B. oft bei Gründächern der Fall ist.

## Verfahrensweise
Es gibt neben dem ursprünglichen grafischen Lösungsweg auch einen rechnerischen. Beide liefern die gleichen Ergebnisse und benötigen die gleichen Daten.

### Eingangsdaten
Folgende Daten der Baukonstruktion werden benötigt:
Angaben zur Konstruktion:
- Schichtenaufbau des Bauteils
- die Schichtdicken der einzelnen Bauteilschichten {\displaystyle d_{1}}...{\displaystyle d_{n}} (von innen nach außen)

Materialkennwerte:
- die einzelnen werkstoffspezifischen Bemessungswerte der Wärmeleitfähigkeit aller verwendeten Materialien λ{\displaystyle _{1}}...λ{\displaystyle _{n}} (von innen nach außen)
- die einzelnen werkstoffspezifischen Wasserdampfdiffusionswiderstandszahlen aller verwendeten Materialien {\displaystyle \mu _{1}...},{\displaystyle \mu _{n}}

Klimarandbedingungen (für Deutschland aus DIN 4108-3 nach Region und Gebäudetyp zu wählende Randbedingungen)
- Innen- und Außentemperatur θi, θe
- Relative Luftfeuchtigkeit innen φi und außen φe

Angaben zur Einbausituation (daraus abgeleitet und in tabellarischer Form der Norm zu entnehmen):
- die Wärmeübergangswiderstände innen {\displaystyle R_{si}} und außen {\displaystyle R_{se}}

### Berechnungsverfahren
Details dieses Verfahrens und alle relevanten Gleichungen sind der DIN 4108-3 zu entnehmen. Die grundlegenden Arbeitsschritte für die Abschätzung des auftretenden Kondensats in der Kondensationsperiode (Winter) sind:
1. Berechnung des Temperaturprofils innerhalb der Konstruktion mit Hilfe der Wärmedurchlasswiderstände der Schichten und der Umgebungstemperaturen.
2. Berechnung des Sättigungsdampfdruckprofils aus dem Temperaturprofil (d. h. Bestimmung der Sättigungsdampfdrücke an allen Schichtgrenzen aus den jeweils dort herrschenden Temperaturen).
3. Berechnung der Umgebungsdampfdrücke zu beiden Seiten der Konstruktion (aus den anliegenden Umgebungstemperaturen und -feuchten).
4. Berechnung des Dampfdruckprofils durch die Konstruktion mit Hilfe der Wasserdampfdiffusionswiderstände und Umgebungsdampfdrücke (d. h. Bestimmung der Dampfdrücke an allen Schichtgrenzen).
5. Unterscheidung von verschiedenen Fällen:
  1. Der Dampfdruck erreicht/überschreitet an keiner Schichtgrenze den Sättigungsdampfdruck → kein Kondensat.
  2. Der Sättigungsdampfdruck wird an einer Schichtgrenze erreicht/überschritten → Kondensatebene.
  3. Der Sättigungsdampfdruck wird an mehreren Schichtgrenzen erreicht/überschritten → Kondensationsbereich.
6. Falls Kondensat auftritt, wird jetzt der Dampfstrom von der Wandinnenseite bis zur ersten Kondensationsebene berechnet.
7. Dann der Dampfstrom von der äußersten Kondensatebene nach außen.
8. Die Differenz der Dampfströme ist die Menge des anfallenden Kondensats pro Zeitspanne.
9. Multiplikation mit der Dauer der Kondensationsperiode ergibt die Gesamtmenge des anfallenden Kondensats.

Nach Berechnung der Kondensatmenge kann mit ähnlicher Vorgehensweise die potentielle Verdunstungsmenge im Sommer bestimmt werden. Für den Feuchteschutznachweis nach DIN 4108-3 sind folgende Kriterien einzuhalten:
- Kondensatmenge muss kleiner als potentielle Verdunstungsmenge sein.
- Kondensatmenge darf einen Grenzwert (abhängig von der Art der Konstruktion) nicht überschreiten.

### Grafisches Verfahren

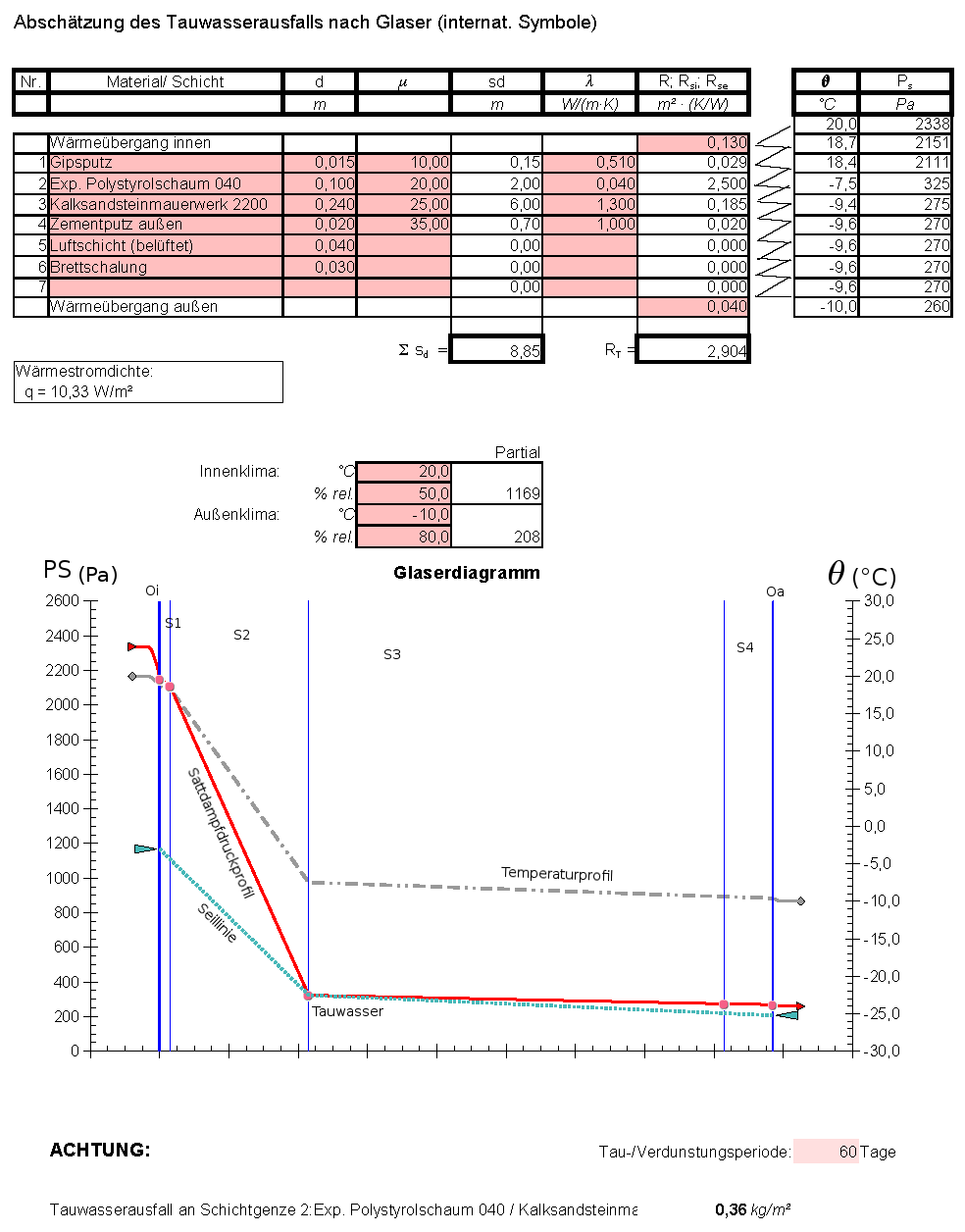
Beispiel eines Glaserdiagramms

Glaserdiagramm ohne Tauwasseranfall

Zunächst werden in tabellarischer Form die Daten des Bauteils erfasst. Für jede Schicht wird eine Zeile angelegt, in deren Spalten die Eigenschaften dieser Schicht beschrieben und berechnet werden:
Schicht-Nr., Materialbeschreibung, Schichtdicke d in Metern, Wasserdampfdiffusionswiderstandszahl µ
Aus Schichtdicke und Wasserdampfdiffusionswiderstandszahl errechnet sich für jede Schicht die wasserdampfdiffusionsäquivalente Luftschichtdicke sd in Metern. Dieser Wert sagt aus, wie dick eine Luftschicht sein müsste, um dem Diffusionsstrom den gleichen Widerstand entgegenzusetzen wie die Bauteilschicht mit ihren konkreten Abmessungen und Eigenschaften.
Es folgt der Bemessungswert der Wärmeleitfähigkeit λ als Materialkennwert für jede Schicht. Der Quotient aus Dicke und Wärmeleitfähigkeit ergibt den Wärmedurchlasswiderstand R der Schicht, welcher in die darauf folgende Spalte eingetragen wird. Ergänzt durch die Wärmeübergangswiderstände Rsi und Rse ergibt sich aus der Addition der einzelnen Wärmedurchlasswiderstände der Wärmedurchgangswiderstand RT, dessen Kehrwert U als Wärmedurchgangskoeffizient der sogenannte U-Wert (vormals k-Wert) des Bauteils ist, der zur Beurteilung des Wärmeschutzes eines Bauteils herangezogen wird.
Aus der Differenz von Innen- und Außentemperatur sowie dem Wärmedurchgangswiderstand des Bauteils ermittelt man nach der Formel {\displaystyle q={\frac {\theta _{i}-\theta _{a}}{R_{T}}}} die Wärmestromdichte (q) in W/m², mit deren Hilfe sich nun ein Temperaturprofil durch das Bauteil, jeweils an den Schichtgrenzen, errechnen lässt.
Da (vereinfacht betrachtet) jeder Temperatur ein bestimmter Sättigungsdampfdruck entspricht, kann mit Hilfe einer vorberechneten Tabelle (Wasserdampftafel) oder mit einer Näherungsformel nun das Sättigungsdampfdruckprofil durch das Bauteil erstellt werden, ebenfalls jeweils an den Schichtgrenzen.
Der Verlauf beider Profile wird in ein Diagramm eingezeichnet, als gemeinsame x-Achse dient die wasserdampfdiffusionsäquivalente Luftschichtdicke als hygrischer Maßstab. Die Sättigungsdampfdrücke {\displaystyle P_{s}} sind in Pascal (Pa) auf der Y-Achse abzutragen.
Um einen zu erwartenden Tauwasserausfall nachzuweisen, werden nun die anhand der relativen Luftfeuchten und der Lufttemperaturen ermittelten Partialdampfdrücke in Pa für das Innen- und Außenklima an Innen- und Außengrenze des Bauteils eingezeichnet. Da die einzelnen Materialschichten nicht mit ihrer physikalischen Dicke, sondern mit einer ihrem {\displaystyle s_{d}}-Wert entsprechenden Dicke eingezeichnet sind, würde ein ungestörtes Dampfdruckprofil in diesem Diagramm sich einfach als Gerade zwischen den beiden Randwerten ergeben. Gelingt es nun, diese beiden Punkte mit einer Geraden zu verbinden, ohne dass das Sättigungsdampfdruckprofil geschnitten wird, ist das Bauteil tauwasserfrei. Ist diese Verbindung nicht möglich, stelle man sich vor, die beiden Punkte seien mit einem durchhängenden Seil verbunden. Nun „strafft“ man das gedachte Seil, bis es sich von unten an die „störenden“ Knickpunkte des Profils anschmiegt und die Seilabschnitte zu Geraden werden. An den Schichtgrenzen oder in den Bereichen, bei denen das Seil das Sättigungsdampfdruckprofil des Bauteils berührt, fällt Tauwasser aus („Seilregel“).
Da die Neigung der Tangenten in diesem Diagramm die Diffusionsstromdichte angibt, kann aus dem Winkel der einzelnen Seilabschnitte zueinander die ausfallende Tauwassermasse direkt abgeschätzt oder ermittelt werden.
In einem zweiten Glaserdiagramm mit den klimatischen Randbedingungen der Verdunstungsperiode wird nachgewiesen, ob die Tauwasserbildung als unschädlich im Sinne der Norm betrachtet werden kann.
Das Glaserdiagramm dient zur Beurteilung des Tauwasserausfalls in Bauteilen. Es dient als Alternative zur Berechnung nach dem Glaser-Verfahren. Zur Erstellung des Glaserdiagramms wird das Bauteil in ein kartesisches Achsensystem eingefügt.
Für definierte Klimabedingungen wird der Temperaturverlauf in dem zu untersuchenden Bauteil errechnet. Zu den Temperaturen an den Oberflächen und Trennschichten werden Wasserdampfsättigungsdruck und Wasserdampfpartialdruck ermittelt und der Verlauf der Wasserdampfdruckkurven über der wasserdampfdiffusionsäquivalenten Luftschichtdicke grafisch dargestellt. Anhand der Kurvenverläufe kann festgestellt werden, ob und in welchem Bereich des Bauteils Tauwasser anfällt.
Dabei ist zu beachten, dass zwar der Temperaturverlauf innerhalb einer homogenen Schicht linear verläuft, nicht aber der Sattdampfdruck. Es müssen daher zur korrekten Berechnung des Partialdruckverlaufs bei Kondensationszonen die Tangenten an die Sattdampfkurve gelegt werden. Eine Näherung ist im Rahmen der Genauigkeit der Basiswerte zulässig. Kondensationsenthalpie und Verdunstungskälte bleiben in der derzeitigen Normung unberücksichtigt. Dasselbe gilt für den Feuchtetransport durch Sorption. Einige Verfahren berücksichtigen aber die Häufigkeitsverteilung der Außentemperatur über die Befeuchtungsperiode.
Das Rechenverfahren und seine Anwendung werden in der Energieeinsparverordnung umfassend erläutert.

## Alternative Verfahren zum Feuchtenachweis
Bei kritischen Konstruktionen, wie etwa starker Innendämmung von Außenwänden und Einsatz feuchtespeichernder und -leitender Materialien, sind die Aussagen des Glaser-Verfahrens ungenau, da Feuchtespeicherung und -leitung den Feuchtehaushalt einer Wandkonstruktion positiv beeinflussen können. Es gibt verschiedene stationäre und instationäre Verfahren, welche eine genauere Abschätzung von Feuchteakkumulation und -austrocknung erlauben.

### Näherungsverfahren
Die Software COND des Dresdner Instituts für Bauklimatik führt ein analytisches Abschätzungsverfahren durch, welches die Speicherung und kapillare Ausbreitung des Kondensats aufgrund von Erfahrungswerten berücksichtigt.

### Simulationsverfahren
Für detailliertere Betrachtungen von kritischen Konstruktionen können Simulationsprogramme verwendet werden, wie etwa die Programme WUFI („Wärme und Feuchte instationär“) des Fraunhofer-Institut für Bauphysik, Holzkirchen oder Delphin des Instituts für Bauklimatik der TU Dresden. Diese Programme simulieren Wärme- und Feuchtigkeitstransportvorgänge in Bauteilen durch Diffusion und kapillare Leitfähigkeit unter Berücksichtigung klimatischer Randbedingungen und bieten bei Verwendung entsprechender Materialkennwerte realitätsnahe Ergebnisse.